# Улица Доватора (Липецк)
У́лица Дова́тора — улица в Октябрьском округе города Липецка. Проходит между улицами Юных Натуралистов и Крылова от проспекта Победы до пешеходного моста через Каменный Лог, соединяющего её с улицей Филипченко. Пересекает улицу Папина.
Улица появилась на карте города 21 мая 1957 года. Названа в честь Героя Советского Союза Л. М. Доватора (1903—1941).
Улица имеет разнообразную застройку. От проспекта Победы до улицы Папина (в том числе на улице Айвазовского) и в конце улицы до Каменного лога стоят многоэтажные дома, в том числе хрущёвки. Нечётная сторона от улицы Папина застроена частными домами. Чётная сторона за улицу Папина в основном имеет промышленные корпуса (дом № 10а — прибороремонтный завод).
На улице Доватора, 3а, расположена кондитерская фабрика «Roshen». В доме 2а — многочисленные магазины в основном хозяйственных, строительных и отделочных товаров.
В доме № 12 — городской центр занятости населения, а также кафе, магазины автомобильных и хозяйственных товаров и прочие организации. Дом № 14/1 занимает отдел полиции № 3.

## Транспорт
- Автобус № 2т, 8, 9т, 27, 30, 35, 37, 300, 308к, 315, 321, 323, 330, 347, 352 ост.: «Ул. Доватора».
- К домам конца улицы: автобус № 2т, 306, 322, 325, 343, 345, 346, 359, 378, 379 ост.: «11-й микрорайон», «Рынок 9-го микрорайона».